# Дербент

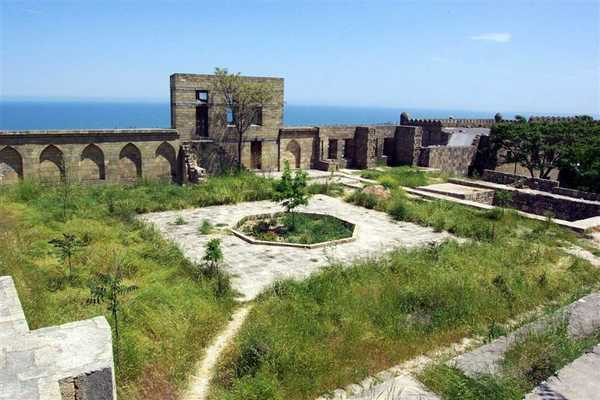
Вигляд на Дербентську фортецю й Каспійське море

Дербе́нт (ав. Дербенд, лакськ. Дарбант, азерб. Dərbənd, з перс. دربند Дарбанд — «вузькі ворота», лезгин. Кьвевар - «двоє воріт») — місто в Дагестані на вузькому проході між Каспійським морем і передгір'ями Кавказу. Дербент — найпівденніше місто Російської Федерації. Місто і прилеглий до нього Дербентський район розташовані в зоні напівсухих субтропіків.
Дербент — одне з найдавніших міст світу. Перші поселення виникли тут в епоху ранньої бронзи — наприкінці 4 тисячоліття до н. е.. Перша згадка Каспійських воріт — найдавнішої назви Дербента — належить до VI ст. до н. е., її наводить відомий давньогрецький географ Гекатей Мілетський.

## Географія
Місто знаходиться на західному березі Каспійського моря, неподалік від гирла річки Самур, там, де гори Великого Кавказу найближче підходять до Каспійського моря, залишаючи лише вузьку смужку трьохкілометрової рівнини; замикаючи її, місто утворювало так званий Дербентський або Каспійський прохід. Роль Дербенту і Дербентського проходу була велика, він був розташований в одному з найбільш стратегічно важливих і топографічно зручному місці знаменитого Прикаспійського шляху, що сполучає Східну Європу та Передню Азію.

### Клімат
Місто знаходиться у зоні, що характеризується кліматом тропічних степів. Найтепліший місяць — липень із середньою температурою 24.8 °C (76.6 °F). Найхолодніший місяць — січень, із середньою температурою 1.9 °С (35.5 °F).
| Клімат Дербента         | Клімат Дербента | Клімат Дербента | Клімат Дербента | Клімат Дербента | Клімат Дербента | Клімат Дербента | Клімат Дербента | Клімат Дербента | Клімат Дербента | Клімат Дербента | Клімат Дербента | Клімат Дербента | Клімат Дербента |
| Показник                | Січ.            | Лют.            | Бер.            | Квіт.           | Трав.           | Черв.           | Лип.            | Серп.           | Вер.            | Жовт.           | Лист.           | Груд.           | Рік             |
| Середня температура, °C | 1,9             | 1,9             | 4,4             | 9,7             | 16,1            | 21,5            | 24,8            | 24,6            | 20,2            | 14,5            | 8,8             | 4,3             | 12,7            |
| Норма опадів, мм        | 30.7            | 35.6            | 23.8            | 22.7            | 25.8            | 18.4            | 21.9            | 22.2            | 50.1            | 52.9            | 46.2            | 43.7            | 393.8           |
| ----------------------- | --------------- | --------------- | --------------- | --------------- | --------------- | --------------- | --------------- | --------------- | --------------- | --------------- | --------------- | --------------- | --------------- |
| Джерело: Weatherbase    |                 |                 |                 |                 |                 |                 |                 |                 |                 |                 |                 |                 |                 |

## Історія міста

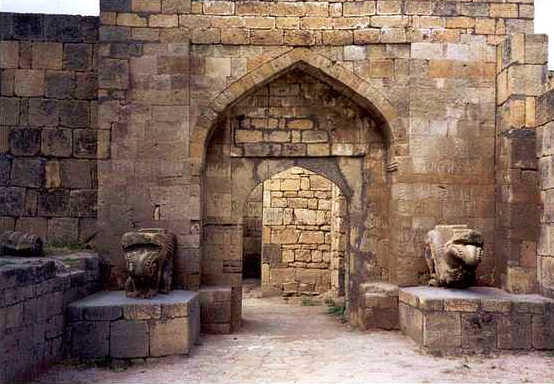
Вхід в шахський палац, фортеця Нарин-Кала

Важливе значення цього проходу було причиною загарбницьких прагнень скіфів, сарматів, аланів, гунів, хозарів та інших. Дербент пережив бурхливі історичні події, штурми і руйнування, періоди занепаду та розквіту. Тут пролягала одна з найважливіших ділянок Великого Шовкового шляху, і Дербент виступав перехрестям цивілізацій, що зв'язувало Схід і Захід, Північ і Південь.
Відомий грецький історик Геродот одним з перших наводить відомості про «Дербентський прохід» в V ст. до н. е. Величезний інтерес до міста виявляла і Римська імперія, перша експедиція якої була організована за Селевка I в 290—281 р до н. е. У 66-65 р до н. е. здійснюються військові походи Лукулла і Помпея на Кавказ, однією з головних цілей яких було захоплення Дербента.
Наступниками Риму та Парфії в боротьбі за Кавказ в ранньому середньовіччі стають Візантія та Сасанідський Іран.
Одним з важливих історичних фактів щодо Дербента за період, коли той входив до складу Кавказької Албанії під назвою Чара, є прийняття містом християнства у 313 році. З V століття починається активний розвиток міста, а також грандіозне фортифікаційне будівництво, покликане захистити Передню Азію від нової хвилі кочівників — тюркських племен гунів та хозарів. 439—457 роки — будівництво фортифікаційних споруд Ездігердом I; в 488—531 відбувається заміна сирцевих стін кам'яною кладкою Хосровом Анушірваном. Фортеця починає набувати вигляду, який зберігся до нашого часу.
Зростання могутності й багатства Дербента не могли не привертати увагу могутніх сусідів. 552 року відбувається напад хозарів на місто. Патріарший престол з метою порятунку переносять із міста Чара (Дербент) в місто Партав.
Новий етап розвитку міста пов'язаний зі збільшеним арабським впливом на Кавказі у VII ст. 651 року араби захопили Дербент, однак остаточно закріпитися вони змогли лише за Маслами ібн Абд аль-Маліка в 733—734 роках. З цього часу починається активний процес ісламізації населення міста. Будівля однієї з найстаріших мечетей у світі, Джума-мечеті, датується даним періодом.

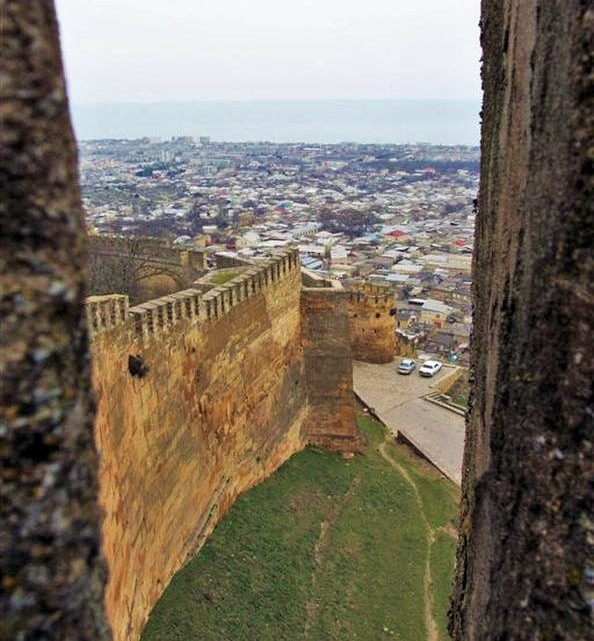
Вид на Дербент з міської стіни

Із завоюванням Дербента арабами місто перетворюється на головний опорний пункт Халіфату на Кавказі, у найважливіший військовий, політичний та ідеологічний центр; тут проводяться значні будівельні роботи. Дербент стає найбільшим середньовічним містом Кавказу з розвиненими ремісничими виробництвами (гончарство, склоробство, металообробка, ювелірна справа, обробка каменю і будівельна справа, ткацтво, килимарство, виробництво паперу, шовку, мила тощо), сільським господарством (землеробство, садівництво, обробка шафрану, марени, бавовни, льону і т. д.). Середньовічний Дербент — це найбільший порт на Каспії, найважливіший центр міжнародної транзитної торгівлі Сходу і Заходу, Півночі і Півдня. Дербент підтримував тісні торговельні зв'язки з багатьма областями та містами Близького і Середнього Сходу, Східної Європи — про це свідчать і середньовічні автори, і численні археологічні знахідки. Сюди прибували торгові каравани і кораблі з Хозарії, Русі, Волзької Булгарії, Джурджану, Табаристану, Дейлому, Хорасану, Хорезму, Індії тощо.
У X ст., з розпадом Арабського халіфату, Дербент стає центром незалежного емірату, до влади приходить місцева династія Хашемідів. У 1067-71 роках місто захоплюють турки-сельджуки. У XII ст. в Дербенті знову утворюється самостійне незалежне князівство, яке проіснувало порівняно недовго — до 1239 року, коли Дербент, завойований монголами, входить до складу Золотої Орди. Місто поступово приходить в економічний занепад.
У 1395—1396 роках містом заволоділа навала військ Тимура (Тамерлана).
У XVI—XVII ст. Дербент став ареною запеклих воєн між Османською імперією і державою Сефевідів, доки 1606 року при перському шахові Аббасі І Дербент не входить до складу Персії.
На початку XVIII ст., коли постала загроза перського і османського завоювання прикаспійських областей, Петро I зробив відомий перський (прикаспійський) похід (1722—1723). У планах Петра I особливе місце займав Дербент. 23 серпня 1722 Петро I з великою армією прибув до Дербента. Населення міста на чолі з місцевим наібом і мусульманським духовенством урочисто зустрічали російського імператора. Петро I звернув особливу увагу на його історичні пам'ятки. Відомі науковці та фахівці, які перебували в його почті: Кантемір, Гербер, Соймонов та інші дали перший опис історичних пам'яток, поклали початок вивченню Дербента.

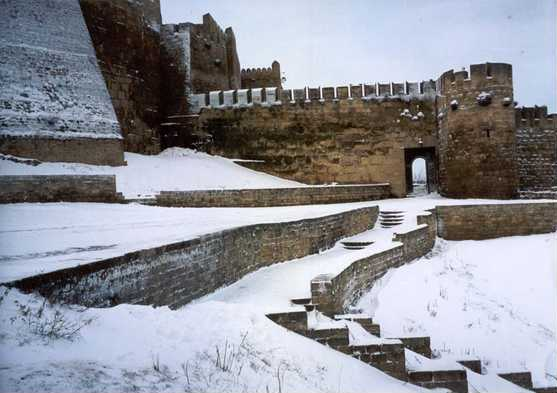
Сасанідська фортеця в Дербенті, побудована для захисту від кочівників з півночі.

Було вжито заходів з охорони та благоустрою міста, наказано побудувати гавань за кресленням, відкриті продовольчі склади, лазарети, факторії руських купців, Петро I надав дербентцям право вільної торгівлі в межах Росії. Сприяв розвитку тут виноградарства, виноробства, шовківництва. У 1735 р. за Гянджинським договором Дербент знову відійшов до Ірану. З 1743 — центр Дербентського ханства, резиденція Надир-шаха. з 1758 р. — правління Фет-Алі-хана. У 1796 зайнятий російськими військами (30-тисячний корпус генерала В. А. Зубова), в 1813 за Гюлистанським мирним договором остаточно приєднано до Росії, з 1846 р. — губернське місто, входив до складу Дагестанської області. З 1840-х рр. переживав швидкий економічний підйом, пов'язаний, зокрема, з розвитком маренництва (вирощуванням марени — рослини, з якого отримували дешевий барвник). Крім оброблення і переробки марени і маку заняттями жителів Дербента в XIX ст. були садівництво, виноградарство та рибний промисел. У 1898 через Дербент пройшла залізниця Петровськ-Порт (попередня назва Махачкали) — Баку.

## Баб-аль-Абваб
Баб-аль-Абваб (часто дається в скороченій формі, як аль-Баб) — арабська назва міста Дербента.
Буквально Баб-аль-Абваб (аль-Баб) означало Головні (Великі) Ворота, Ворота воріт. Названий так через роль, яку грав Дербент, у геополітиці даного регіону під час раннього Середньовіччя, будучи найважливішим стратегічним пунктом на торговельних шляхах з Європи до Азії.
Дербент був перейменований в Баб-аль-Абваб (аль-Баб) після арабського завоювання на початку VIII століття. Фігурував під цією назвою в арабській історико-географічній літературі, вона ж на деякий час набула поширення також й в іранській та тюркомовній літературах. Після падіння Халіфату та утворення самостійних держав у регіоні місто стало називатися на старий лад, Дербентом.

## Хронологія
- Приблизно з 5-4 ст. до н. е. на місці Дербента розташовувалося кочова стоянка массагетських племен.
- Приблизно в 2 ст. до н. е. на місці стоянки збудували місто, відоме в античних і середньовічних джерелах як Чола.
- З кінця 1 ст. до н. е. Чола — столиця племінного союзу маскутів (массагетів), часто званої в історичних джерелах як Царство Маскут.
- З 1 ст. н. е. Чола як і все царство Маскутів у васальній залежності від царів Кавказької Албанії.
- У 6 ст. н. е. Сасанідський шах Кавада підпорядкувавши маскутів владі Сасанідів, почав розбудову та зміцнення Чоли.
- У 6 ст. н. е. Сасанідський шах Хосров Анушірван, повністю завершив перебудову фортеці Чоли, заодно змінивши його назву на Дербент. Фортеця охороняла прохід між Кавказькими горами (Табасаранський хребет) і Каспійським морем, що знаходиться на шляху між Європою і Передньої Азії, що й відбито в назві: іранське дербенд «вузол доріг».
- У 630-х рр.. Дербент захопили хозари.
- При великому князеві Кавказької Албанії, Джаваншіре, Дербент, як і вся область Маскут приєднана до Кавказької Албанії.
- З 652 Дербент у складі Арабського халіфату. У місті будувалися мечеті, велика частина жителів була навернена в іслам.
- У VIII ст. Дербент — великий військово-політичний центр Кавказу, у якому знаходилася резиденція намісника халіфа. У 10 ст., з розпадом Арабського халіфату, Дербент стає центром незалежного емірату.
- З IX ст. Дербент під впливом держави Ширваншахів.
- В 1071 місто захопили турки-сельджуки.
- З XII ст. Дербент у складі держави Ширваншахів, у васальній залежності від Держави Великих Атабеків Азербайджану.
- У XIII ст. Дербент як і вся держава Ширваншахів, завойований монголами.
- У XVI — початку XVIII ст. Дербент — у складі Сефевідської держави.
- З 1743 центр Дербентського ханства держави Сефевідів і Афшар, резиденція Надир-Шаха.
- У XVIII ст. зі смертю Надир-шаха Афшар, хан Дербента проголосив свою незалежність,
- У XVIII ст. Дербент і все ханство, приєднаний Фаталі ханом Кубинським до Кубинського ханства.
- В 1796 зайнятий російськими військами.
- В 1813 остаточно приєднаний до Російської імперії.
- З 1840 Дербент — повітовий, з 1846 — посадське місто.
- З 1840-х рр. переживає швидкий економічний підйом, пов'язаний, зокрема, з вирощуванням марени — рослини, з якого отримували дешевий барвник. У 19 ст. були розвинуті також садівництво, виноградарство та рибний промисел.
- В 1898 через Дербент пройшла залізниця Петровськ-Порт (нині Махачкала) — Баку.

## Герб Дербента

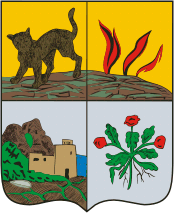
Герб міста Дербент

Герб Дербентського повіту затверджений 21 березня 1843 разом з іншими гербами Каспійської області Російської імперії, до якої тоді належало місто. Пізніше цей герб без змін став гербом міста Дербент.
Прапор міста поки не затверджений.

### Опис герба
У верхній половині щита, що має золоте поле, повторюється частина герба Каспійської області: зліва — стоїть тигр, а праворуч — вилітає струменями з землі спалахнутий газ; в нижній, що має срібне поле: зліва — стара фортечна стіна з воротами, що упирається з одного боку в хребет гір, а з іншого примикає до моря, праворуч — сплетені коріння рослини марени і кілька стебел маку, перев'язаних золотим шнуром, на знак того, що жителі з великим успіхом займаються обробленням марени і розводять мак для приготування з нього лікувального опіуму (шіряк). Окультурення марени, цінного барвника, світові подарував житель Дербента Келбалай Гуссейн.

## Населення міста
За даними російського історика С. М. Броневського,
 У 1796 році визнано будинків 2 189, монетний двір один, крамниць 450, мечетей 15, караван-сараїв 6, фабрик шовкових 30, фабрик паперових 113, різних майстерень 50, жителів обох статей з невеликим 10 тисяч, які всі магометанскаго закону Алієвої секти і родом більшою частиною персіяни, крім деякого числа вірмен, говорять і пишуть перською мовою, званою фарс, але простонародно вживають зіпсовану татарську говірку. 
За даними енциклопедичного словника Брокгауза і Ефрона:
 Число жителів Д(ербента) в 1888 р. дорівнювало 14185, в 1891 р. — 15265; з них магометан (сунітів) 10243 чол., євреїв — 2490, православних — 1319, вірмено-григоріанців — 875, католиків — 201 і лютеран — 16 осіб. З народностей (відомості 1886 р.) переважають азербайджанські татари — 8697, потім євреї — 1830, росіяни — 620, вірмени — 371. 
Населення міста в наш час становить близько 110 тис. чоловік, приріст в основному носить природний характер (5 на 1000 нас. за рік), хоча найшвидший приріст населення відбувався в 1950-1980-x рр.
| Рік  | Населення |
| ---- | --------- |
| 1939 | 34,1      |
| 1959 | 47,3      |
| 1970 | 57,2      |
| 1989 | 78,4      |
| 2002 | 101,0     |
| 2010 | 119,2     |

Національний склад населення за даними перепису 2010 р.
- лезгини — 33,7 %
- азербайджанці — 32,3 %
- табасарани — 15,8 %
- даргінці — 5,6 %
- росіяни — 3,7 %
- агули — 3,2 %

## Пам'ятки архітектури
Монументальний свідок епохи Великого переселення народів і видатна пам'ятка оборонної архітектури, що стоїть в одному ряду з такими шедеврами світової фортифікації, як Велика губачська стіна, Римський Лімес на Рейні, через 1500 років Дербентський оборонний комплекс вражає своєю грандіозністю, величчю та міццю. Дербентські оборонні споруди включали цитадель, дві довгі міські стіни, які повністю перекривали прохід і йшли в море, утворюючи порт.
У Дербенті розташована фортеця-цитадель Нарин-Кала, вік якої становить близько двох з половиною тисяч років.

## Значення міста для республіки Дагестан і РФ
Дербент — найстаріший культурний центр Дагестану, горнило його духовної і матеріальної культури, звідки поширилися мистецтво, художнє ремесло, писемність, цінності ісламу та інших світових релігій. Поєднання унікальних пам'яток історії, архітектури та археології з пишністю природних ландшафтів і сприятливим кліматом надають всьому регіону значення великого центру російського та міжнародного туризму.

## Відомі уродженці
- Алієв Шамсулла Фейзуллаевіч — Герой Радянського Союзу.
- Боєв Юрій Олексійович — дослідник проблем сходознавства та міжнародних відносин.
- Мамедова Шафіга Гашим кизи — азербайджанська актриса театру і кіно, Народна артистка Азербайджанської РСР.
- Сенченко Володимир Петрович — Герой Радянського Союзу.
- Цвайгенбаум Ізраїль Йосипович — радянський, російський та американський художник.